# منتخب تشيكوسلوفاكيا لكرة السلة
منتخب تشيكوسلوفاكيا الوطني لكرة السلة هو ممثل تشيكوسلوفاكيا الرسمي في المنافسات الدولية في كرة السلة .